# 빌 킬레퍼
윌리엄 라비에르 킬레퍼(William Lavier Killefer, 1887년 10월 10일~1960년 7월 3일)는 "레인디어 빌"(Reindeer Bill)이라는 별명으로 알려진 미국의 프로 야구 선수이자 코치, 감독이다. 메이저 리그 베이스볼(MLB)에서 포수로 세인트루이스 브라운스, 필라델피아 필리스, 시카고 컵스 등지에서 뛰었다. 선수 시절 미국 야구 명예의 전당에 헌액된 투수 그로버 클리블랜드 알렉산더가 가장 선호하는 포수이자 당대 최고의 수비형 포수 중 한 명으로 이름을 날렸다. 선수로서 은퇴한 후에는 메이저 리그에서 코치와 감독을 두루 역임했다.